# Zanthoxylum beecheyanum
 (décembre 2024).
 (septembre 2024).
La mise en forme du texte ne suit pas les recommandations de Wikipédia : il faut le « wikifier ».
Les points d'amélioration suivants sont les cas les plus fréquents. Le détail des points à revoir est peut-être précisé sur la page de discussion.
- Les titres sont pré-formatés par le logiciel. Ils ne sont ni en capitales, ni en gras.
- Le texte ne doit pas être écrit en capitales (les noms de famille non plus), ni en gras, ni en italique, ni en « petit »…
- Le gras n'est utilisé que pour surligner le titre de l'article dans l'introduction, une seule fois.
- L'italique est rarement utilisé : mots en langue étrangère, titres d'œuvres, noms de bateaux, etc.
- Les citations ne sont pas en italique mais en corps de texte normal. Elles sont entourées par des guillemets français : « et ».
- Les listes à puces sont à éviter, des paragraphes rédigés étant largement préférés. Les tableaux sont à réserver à la présentation de données structurées (résultats, etc.).
- Les appels de note de bas de page (petits chiffres en exposant, introduits par l'outil «  Source ») sont à placer entre la fin de phrase et le point final[comme ça].
- Les liens internes (vers d'autres articles de Wikipédia) sont à choisir avec parcimonie. Créez des liens vers des articles approfondissant le sujet. Les termes génériques sans rapport avec le sujet sont à éviter, ainsi que les répétitions de liens vers un même terme.
- Les liens externes sont à placer uniquement dans une section « Liens externes », à la fin de l'article. Ces liens sont à choisir avec parcimonie suivant les règles définies. Si un lien sert de source à l'article, son insertion dans le texte est à faire par les notes de bas de page.
- La présentation des références doit suivre les conventions bibliographiques. Il est recommandé d'utiliser les modèles {{Ouvrage}}, {{Chapitre}}, {{Article}}, {{Lien web}} et/ou {{Bibliographie}}. Le mode d'édition visuel peut mettre en forme automatiquement les références.
- Insérer une infobox (cadre d'informations à droite) n'est pas obligatoire pour parachever la mise en page.

Pour une aide détaillée, merci de consulter Aide:Wikification.
Si vous pensez que ces points ont été résolus, vous pouvez retirer ce bandeau et améliorer la mise en forme d'un autre article.
Zanthoxylum beecheyanum, souvent appelé Faux poivrier du Sichuan, bien que ce nom soit aussi utilisé pour plusieurs espèces du genre, est une espèce d’arbuste appartenant à la famille des Rutacées. C’est un proche parent du véritable poivrier du Sichuan (Zanthoxylum simulans).

## Description
C’est un arbuste à petit arbre à feuillage semi-persistent, qui peut atteindre de 2 à 3 mètres de hauteur dans son environnement naturel, mais il est souvent taillé plus bas lorsqu'il est cultivé comme bonsaï.

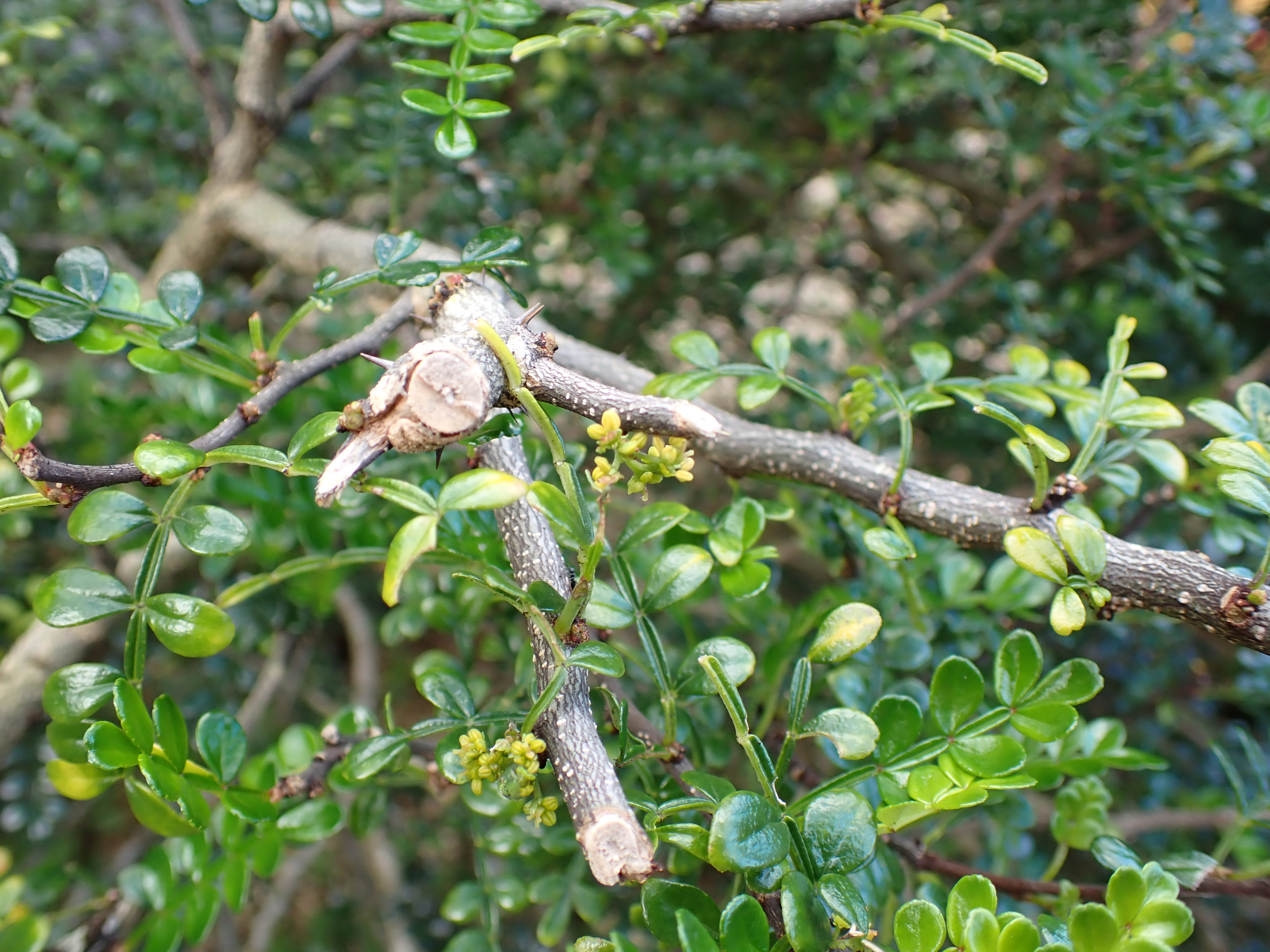
Fleur mâle de Zanthoxylum beecheyanum var. alatum

Les feuilles sont composées, imparipennées, c'est-à-dire qu’elles comportent plusieurs folioles en nombre impair (entre 5 et 15) disposées par paires le long d’un rachis avec une foliole terminale. Chaque foliole a une marge finement dentelée et une surface luisante.
L’écorce est lisse chez les jeunes spécimens, mais devient plus rugueuse avec l’âge, parsemée de petites lenticelles et parfois de minuscules épines.
Les fleurs, bien que discrètes, apparaissent généralement au printemps. Elles sont petites, de couleur jaunâtre à verdâtre, et disposées en petites inflorescences.
Les fruits sont de petites capsules rougeâtres qui s’ouvrent à maturité pour révéler des graines noires brillantes. Contrairement aux autres espèces de Zanthoxylum, ces baies ne sont pas spécifiquement utilisées pour leurs propriétés gustatives.
Le Zanthoxylum beecheyanum appartient à la famille des Rutaceae, qui est également la famille des agrumes (citronniers, orangers, etc.). Cette famille botanique regroupe non seulement les agrumes du genre Citrus, mais aussi d'autres genres comme Zanthoxylum, Murraya et Clausena.

## Utilisation
- Ornemental : Le Zanthoxylum beecheyanum est apprécié dans les jardins et en culture de bonsaï pour ses feuilles délicates, son tronc élégant, et sa facilité à être taillé.
- Bonsaï : En raison de sa taille modérée et de sa résistance, cette espèce est prisée des amateurs de bonsaï. Elle peut être façonnée dans différents styles (droit formel, lettré, semi-cascade) et réagit bien aux techniques de ligature et de taille.
- Propriétés aromatiques et médicinales : Bien que les Zanthoxylum ne produisent pas de fruits comestibles similaires aux agrumes, ils partagent plusieurs caractéristiques morphologiques avec ces derniers, comme des feuilles aromatiques, une écorce souvent épineuse et la présence d'huiles essentielles. Le Zanthoxylum est notamment connu pour ses composés aromatiques uniques, utilisés traditionnellement en cuisine et en médecine, tout comme les agrumes. Comme d'autres membres du genre, il est possible que l'écorce ou les graines aient des propriétés médicinales, mais cela reste moins documenté pour cette espèce spécifique.